# بعوضة شعرية
بعوضة شعرية (الاسم العلمي:Culex pilosus) هي نوع من الحشرات تتبع جنس البعوضة من الفصيلة البعوضيات.